# Placogorgia japonica
Placogorgia japonica är en korallart som beskrevs av Nutting 1912. Placogorgia japonica ingår i släktet Placogorgia och familjen Plexauridae. Inga underarter finns listade i Catalogue of Life.